# Ghost Hound
Ghost Hound (神霊狩/GHOST HOUND, Shinreigari/Gōsuto Haundo) est un anime du studio Production I.G d'après une idée originale de Masamune Shirow, diffusé pour la première fois au Japon le 18 octobre 2007 et qui compte 22 épisodes. Une adaptation manga, qui ne compte actuellement que deux tomes au Japon, a été réalisée par Kanata Asahi.
La série animée sort en France aux éditions Kazé en 2011.

## Synopsis
L'histoire est centrée sur trois jeunes lycéens qui vivent dans la petite ville reculée de Suiten, au nord de l'île de Kyushu, et qui partagent une étrange amnésie. En 1996, Tarō Komori et sa sœur Mizuka ont été enlevés à la sortie de l’école alors qu'ils étaient enfants. Si Tarō a pu être retrouvé vivant, Mizuka n'a pas eu cette chance et est morte de faim et de déshydratation, la police retrouvant finalement leur trace dans un hôpital abandonné. Toujours perturbé par cette douloureuse expérience onze ans plus tard, Tarō cherche cependant à comprendre ce qui s'est passé pendant qu'il était séquestré. Il semble également que deux élèves (Masayuki et Makoto) de son école et une jeune écolière (Miyako) soient liés à lui pour différentes raisons. Cependant, à la suite d'un accident, la frontière entre le monde des esprits et celui des humains commence à disparaître, ouvrant la voie aux fantômes et autres divinités. Les trois garçons partageront alors ensemble une expérience hors du commun : la projection astrale qui leur permet de « sortir de leur corps ». Une nouvelle vision du monde où les esprits vagabondent s’ouvre ainsi à eux. Mais parviendront-ils à rétablir le fragile équilibre ?

## Personnages
- Tarō Komori (Seiyū: Kenshō Ono - V.F. : Franck Victor)

Ce jeune garçon de 14 ans est le protagoniste principal de l’histoire. Lycéen en apparence normale mais souffrant de narcolepsie, il développe la faculté de se déplacer sous forme astrale pendant son sommeil. L'enlèvement qu'il a vécu plus jeune l'a beaucoup marqué et il voit son ravisseur sous la forme d'un géant entièrement noir dans ses rêves. Il cherche à comprendre ce qui est réellement arrivé à sa sœur. Il enregistre ce qu'il dit la nuit dans son sommeil pour l'aider à mieux comprendre ce qui s'est passé. Tarō souhaite parallèlement découvrir les raisons qui l'amènent à quitter son corps sous une forme astrale pendant son sommeil.
- Makoto Ōgami (Seiyū: Sōichirō Hoshi - V.F. : François Tavares)

Ce garçon est un parent de Tarō, sa famille étant une branche de la famille Komori. Son père s'étant suicidé peu après l'enlèvement de Tarō et Mizuka, certaines personnes ont suspecté que les deux événements étaient liés. C’est d’ailleurs lui qui a retrouvé le corps de son père, ce qui a été un traumatisme pour lui. Il souhaite découvrir les réelles circonstances de la mort de son père. Il est souvent absent du lycée sans explications et tout le monde l'évite pour cette raison. Il est d'ailleurs très renfermé et ne communique avec personne ce qui ne facilite pas son intégration. Il a appris à transformer son esprit sous la forme d’un loup.
- Masayuki Nakajima (Seiyū: Jun Fukuyama - V.F. : Fabien Briche)

Tout juste transféré de Tokyo dans le lycée de Tarō, il s'intéresse particulièrement à l'affaire d'enlèvement que celui-ci a vécu pour une raison inconnue. Il a tendance à poser des questions dérangeantes à ce sujet sans le moindre tact, le rendant assez antipathique et arrogant dans un premier temps. Il semble avoir le vertige. Son père est un chercheur dans la société Bio-tech, alors que sa mère semble passer beaucoup de temps à jouer à la console. Masayuki entretient une relation beaucoup plus amicale avec Tarō qu’avec Makoto.
- Miyako Komagusu (Seiyū: Akiko Yajima - V.F. : Pauline Guimard)

Jeune écolière taciturne, elle peut voir des esprits et autres formes spectrales. Elle est parfois possédée par des esprits qui se servent de son corps comme réceptacle afin de communiquer avec le Monde Réel. Elle vit dans un temple avec son père qu’elle aide régulièrement lors de séances d’exorcisme, ce qui laisse penser que sa capacité est peut-être lié à son ascendance. C’est une fille plutôt mûre pour son âge, qui n’hésite pas à réprimander les garçons plus âgés lorsqu’ils agissent de manière enfantine.
- Atsushi Hirata (Seiyū: Yoshinori Fujita)

Psychologue diplômé de Tōdai, il arrive comme nouveau conseiller et thérapeute de Tarō dans le lycée du jeune garçon. Il s'occupe ainsi de Tarō afin de l'aider à se souvenir du jour de son enlèvement.
- Ryōya Komori (Seiyū: Fumihiko Tachiki)

Père de Tarō et propriétaire d'une usine fabriquant du saké, il souhaiterait que son fils prenne sa suite quand il sera à la retraite. Il semble avoir accepté l'enlèvement et la mort de la sœur de Tarō bien mieux que son épouse.
- Miki Komori (Seiyū: Sakiko Tamagawa - V.F. : Liliane Davies)

C’est la mère de Tarō. Bien que sa fille Mizuka soit morte depuis onze ans, elle est encore très marquée émotionnellement par cet évènement.
- Takahito Komagusu (Seiyū: Yasunori Matsumoto - V.F. : Patrick Pellegrin)

Il s’agit du père de Miyako. Il faisait partie du premier groupe d’adolescents ayant visité, juste après la construction du barrage, l’ancien hôpital où ont été retrouvés Tarō et sa sœur Mizuka.
- Kei Yakushi (Seiyū: Mitsuki Saiga - V.F. : Sophie Planet)

Travaillant dans la brasserie du père de Tarō, elle semble aimable et a une personnalité calme. C’est une amie de la famille Komori qui participe fortement à l’activité de la brasserie.
- Version française
  - Société de doublage : AC5
  - Direction artistique : Sébastien Rost
  - Adaptation des dialogues : Benoît Berthezène / Isabelle Jannès

Sources VF : 

## Anime

### Liste des épisodes
| No | Titre français                                                   | Titre japonais                                                             | Titre japonais                                                                                           | Date de 1re diffusion |
| No | Titre français                                                   | Kanji                                                                      | Rōmaji                                                                                                   | Date de 1re diffusion |
| --- | ---------------------------------------------------------------- | -------------------------------------------------------------------------- | --- | --------------------- |
| 01 | Rêve lucide                                                      | 明晰夢                                                                     | Meiseki yume                                                                                             | 18 octobre 2007       |
| Tarō Komori essaie de trouver le lien entre ses rêves et l'événement traumatisant datant de 11 ans auquel lui et sa sœur plus âgée ont été impliqués. Un nouveau thérapeute s'occupe de lui, et un nouvel étudiant (Masayuki) transféré de Tokyo commence à faire connaissance avec lui et Makoto. |                                                                  |                                                                            | |                       |
| 02 | Mouvement des yeux, désensibilisation et retraitement (E.M.D.R.) | 眼球運動による脱感作と再処理                                               | Gankyu- undo- niyoru dakkan saku to sai shori                                                            | 25 octobre 2007       |
| Masayuki révèle la chronologie de l'enlèvement et émet l'hypothèse qu'il existe un lien entre cet incident et la mort du père de Makoto. Tarō commence la thérapie d'EMDR qui doit l'aider à se remémorer des souvenirs douloureux de son passé.                                                   |                                                                  |                                                                            | |                       |
| 03 | Confrontation à la phobie                                        | 恐怖症曝露                                                                 | Kyou-fusei bakuro                                                                                        | 1er novembre 2007     |
| Masayuki propose à Tarō et Makoto de visiter le vieil hôpital, où Tarō et sa sœur ont été cachés quand ils ont été enlevés. On apprend beaucoup de choses sur le passé des trois garçons. |                                                                  |                                                                            | |                       |
| 04 | Etats modifiés de conscience                                     | 変成意識                                                                   | Hensei ishiki                                                                                            | 8 novembre 2007       |
| Les trois garçons continuent d'explorer l'hôpital. On apprend plusieurs éléments concernant Masayuki et Makoto. Par la suite, les trois découvrent qu'il y a quelque chose de surnaturel au sujet de l'hôpital.                                                                                    |                                                                  |                                                                            | |                       |
| 05 | Expérience hors du corps (O.B.E.)                                | 体外離脱体験                                                               | Taigairidatsu taiken                                                                                     | 15 novembre 2007      |
| Tarō et Masayuki en apprennent plus sur la projection astrale et sur "l'Autre Monde" grâce à Makoto. Hirata a un entretien avec les parents de Tarō et les trois jeunes garçons se rencontrent de nouveau dans "l'Autre Monde" .                                                                   |                                                                  |                                                                            | |                       |
| 06 | Homoncule du cerveau                                             | 脳の中のホムンクルス                                                       | No- no naka no homonculus                                                                                | 22 novembre 2007      |
| Makoto regarde dans le bureau de son père et se souvient du passé. De son côté, Masayuki décide de faire face à sa peur. Après avoir rencontré le vieux voyageur lors d'une O.B.E, Tarō décide de le retrouver dès le lendemain mais souffre d'une soudaine attaque narcoleptique.                 |                                                                  |                                                                            | |                       |
| 07 | Potentialisation à Long Terme (L.T.P.)                           | シナプス回路を変化させ、それを維持する能力＝人間の脳に於ける長期記憶の正体 | Shina busu kairo o henka sa se, sore o iji suru no-ryoku ningen no no- ni oke ru cho-ki kioku no sho-tai | 29 novembre 2007      |
| Tarō est à l'hôpital, après s'être cogné la tête en tombant dans les marches. Masayuki lui rend visite. |                                                                  |                                                                            | |                       |
| 08 | Révolution du système limbique                                   | 脳の扁桃体を中心とする記憶・情動を司る大脳辺縁系――その革命                 | Nou no hen tai o chuushin to suru,joudou o tsukasadoru dainou atari en kei ichi sono kakurnei            | 6 décembre 2007       |
| Hirata explique les raisons potentielles de la perte de mémoire de Tarō. Ce dernier, sous sa forme astrale, rencontre le fantôme d'un animal éteint et entre dans un rift dimensionnel. |                                                                  |                                                                            | |                       |
| 09 | L'Existence des fantômes                                         | 実存主義的なる神霊                                                         | Jitsuzai shugi teki naru shinrei                                                                         | 13 décembre 2007      |
| Quatre adolescents sont attaqués par un fantôme humanoïde noir près de la vieille construction abandonnée où le ravisseur avait été écrasé et tué. Plus tard, les trois protagonistes examinent le secteur en état d'O.B.E et le fantôme les attaque.                                              |                                                                  |                                                                            | |                       |
| 10 | Affordance / Thérapie du Champ Mental (T.F.T.)                   | アフォーダンス（環境が生物に提供するもの）／思考場療法                     | AFOODANSU, kankyou ka seibutsu ni teikyou suru mono, shikou eki yaku ryou                                | 20 décembre 2007      |
| 11 | Erreur de syntaxe                                                | 論理的統辞論に於ける過ち／プログラム・バグ                                 | Ronriteki toujiron ni okeru ayarnachi puroguramu bagu                                                    | 10 janvier 2008       |
| Une personne du bureau des relations publiques de la préfecture fait son apparition à Suiten. Par ailleurs, on retrouve un corps au barrage Kameiwa. Tarō, Makoto et Masayuki décident de s'y rendre. On apprend l'histoire du premier groupe d’adolescents ayant visité l’ancien hôpital.         |                                                                  |                                                                            | |                       |
| 12 | Synchronisation homéostatique                                    | 恒常性維持機能同調効果                                                     | Koujousei iji kinou douchou gaika                                                                        | 24 janvier 2008       |
| 13 | Car le Snark, voyez-vous, était bien un Boojum.                  | そう、そのスナークはブージャムだった。                                     | Sou, sono sunaaku wa buujam datta                                                                        | 31 janvier 2008       |
| 14 | Matrice d'apparition                                             | 創発基盤                                                                   | Souhatsu kiban                                                                                           | 7 février 2008        |
| 15 | Vers une ville abandonnée                                        | 廃市へ                                                                     | Haishi e                                                                                                 | 14 février 2008       |
| Tarō et Makoto se rendent tous les deux à Kumada pour diverses raisons. Pendant ce temps là, un petit peu plus d'informations sur le reporter mystère nous sont fournies et Hirata, le thérapeute de Tarō, a des visions.                                                                          |                                                                  |                                                                            | |                       |
| 16 | Monstre prometteur                                               | 希望的な怪物                                                               | Kibouteki na kaibutsu                                                                                    | 21 février 2008       |
| Makoto, accompagné de Tarō, rend visite à sa mère. Masayuki, lors d'une O.B.E, décide d'entrer dans le bâtiment de Bio Tech Japon, entreprise où travaille son père. |                                                                  |                                                                            | |                       |
| 17 | Ordre inhérent                                                   | 内在秩序                                                                   | Naizai chitsujo                                                                                          | 28 février 2008       |
| 18 | Paradigme holographique                                          | 水辺の量子重力理論                                                         | Suihen no doujijuuryokuriron                                                                             | 6 mars 2008           |
| 19 | Néguentropie                                                     | 可塑性時間                                                                 | Kasosei jikan                                                                                            | 13 mars 2008          |
| 20 | Le district des Chamans                                          | シャーマンの領域                                                           | Sha-man no ryouiki                                                                                       | 20 mars 2008          |
| 21 | Résonance stochastique                                           | 確立共鳴                                                                   | Kakuritsu kyournei                                                                                       | 27 mars 2008          |
| 22 | Passage                                                          | 道程／暗黙知の次元(最終話)                                                 | Doutei anzenchi no genji                                                                                 | 3 avril 2008          |
| L'arrivée du Dieu Dragon est proche... Les évènements s'accélèrent. |                                                                  |                                                                            | |                       |